# Rinodina hallii
Rinodina hallii är en lavart som beskrevs av Tuck. Rinodina hallii ingår i släktet Rinodina och familjen Physciaceae.   Inga underarter finns listade i Catalogue of Life.